# جامعة الفلبين
جامعة الفلبين (بالإنجليزية: University of the Philippines) هي جامعة بحثية، تأسست في 1908، في الفلبين.